# Kisgyörgy Zoltán (geológus)
Kisgyörgy Zoltán, írói álneve Sikó Zoltán (Árkos, 1936. június 21. –) geológus, geológiai és helytörténeti szakíró, újságíró. Kisgyörgy Réka apja.

## Életútja
Középiskoláit a sepsiszentgyörgyi Székely Mikó Kollégiumban végezte, a Bolyai Tudományegyetemen geológia-földrajz szakon szerzett egyetemi diplomát (1957). Előbb tanár Ozsdolán és Apácán, majd az erdővidéki szénbányák geológusa.
Geológiai, bányaföldtani, őslénytani, barlangtani és vízföldrajzi szakdolgozatai a Földtani Közlöny (Budapest), Karszt és Barlang (Budapest), Aluta, Revista Minerilor, Acta Hargitensia, Dări de Seamă ale Comitetului Geologic és más szaklapok oldalain jelentek meg. Szakmája mellett, mely főleg a Székelyföld hasznosítható ásványi kincsei, az ásványvizek és mofettagázok mint természetes gyógytényezők kutatására irányult, érdeklődése kiterjedt az ipar- és tudománytörténet, turisztika, hely- és művelődéstörténet, valamint a népművészet tárgyköreire is. Több mint kétszáz ilyen jellegű írása, cikke és tanulmánya hazai és külföldi magyar újságok és folyóiratok oldalain látott napvilágot. Közkedveltek voltak a Megyei Tükörben közölt helytörténeti cikksorozatai, a Nemerében megjelent írásai.
Több Kovászna megyét ismertető monográfia társszerzője. Irodalmi riportokat is írt, turistakalauzokat is fordított magyar nyelvre, kéziratban van tanulmánya Kovászna megye városainak és falvainak harangjairól.

## Fontosabb munkái
- Köpecbánya: 1872-1972 (Vajda Lajossal, Sepsiszentgyörgy, 1972)
- Erdővidék (útikalauz, Sepsiszentgyörgy, 1973)
- Őslények nyomában (Kolozsvár, 1976)
- Jelzett turistaösvények Kovászna megyében (társszerzőként, Sepsiszentgyörgy, 1978)
- Románia ásványvizei (Kristó Andrással, 1978)
- Harangoskönyv - Tornyok magasában Erdélyben (Barót, 2010)
- Az erdővidéki szénbányászat 150 éve – Köpecbánya 1872–2022 (Vajda Lajossal, Tortoma, Barót, 2022)

## Társasági tagság
- Erdélyi Kárpát-Egyesület (EKE)
- Magyar Újságírók Romániai Egyesülete (MÚRE)

## Díjak, elismerések
- Munkaérdemrend (1972)

## Megjegyzés
1. ↑  A legtöbb forrás júniust ír, lásd Kisgyörgy Zoltán. Erdély 7 csodája. (Hozzáférés: 2023. július 19.), Szekeres Attila István: Kisgyörgy Zoltán méltatása. Művelődés. (Hozzáférés: 2023. július 19.), Csinta Samu: Kövek becsülete, Háromszék hűsége. Háromszék. (Hozzáférés: 2023. július 19.), Dimény Árpád István: Háromszék Kultúrájáért díjat kap Kisgyörgy Zoltán. Székelyhon.ro. (Hozzáférés: 2023. július 19.), de van néhány, így a Ki kicsoda Aradtól Csíkszeredáig? és a Romániai Magyar Irodalmi Lexikon, amely júliust.